# Robert Cash
Robert Cash (Westerville, 7 marzo 2001) è un tennista statunitense.
Specialista del doppio, ha vinto un torneo dell'ATP Tour al Los Cabos Open 2025 in coppia con James Tracy. Al suo esordio nel circuito maggiore aveva perso assieme a Tracy la finale al torneo ATP 250 sull'erba Hall of Fame Open 2024. Ha disputato altre finali nell'ATP Challenger Tour vincendo diversi titoli e ha raggiunto il 61º posto del ranking ATP nell'agosto 2025. Ha giocato per la prima volta un torneo del Grande Slam agli US Open 2024 e ha raggiunto il secondo turno. Dal 2023 gioca esclusivamente in doppio.

## Statistiche
Aggiornate al 18 agosto 2025.

### Doppio

#### Vittorie (1)
| Legenda              |
| -------------------- |
| Grand Slam (0)       |
| ATP Finals (0)       |
| ATP Masters 1000 (0) |
| ATP Tour 500 (0)     |
| ATP Tour 250 (1)     |

| N. | Data           | Torneo                       | Superficie | Compagno    | Avversari in finale              | Punteggio   |
| 1. | 19 luglio 2025 | Los Cabos Open, Cabo del Mar | Cemento    | James Tracy | Blake Bayldon Tristan Schoolkate | 7-6(4), 6-4 |

#### Finali perse (1)
| Legenda              |
| -------------------- |
| Grand Slam (0)       |
| ATP Finals (0)       |
| ATP Masters 1000 (0) |
| ATP Tour 500 (0)     |
| ATP Tour 250 (1)     |

| N. | Data           | Torneo                     | Superficie | Compagno    | Avversari in finale         | Punteggio |
| 1. | 21 luglio 2024 | Hall of Fame Open, Newport | Erba       | James Tracy | André Göransson Sem Verbeek | 3-6, 4-6  |

### Tornei Challenger

#### Doppio

##### Vittorie (8)
| N. | Data           | Torneo                                                | Superficie  | Compagno      | Avversari in finale                        | Punteggio           |
| 1. | Settembre 2023 | Columbus Challenger, Columbus                         | Cemento     | James Trotter | Guido Andreozzi Hans Hach Verdugo          | 6-4, 2-6, [10-7]    |
| 2. | Agosto 2024    | Lincoln Challenger, Lincoln                           | Cemento     | James Tracy   | Ariel Behar Luke Johnson                   | 7-6(6), 6-3         |
| 3. | Novembre 2024  | Charlottesville Men's Pro Challenger, Charlottesville | Cemento     | James Tracy   | Chris Rodesch William Woodall              | 4-6, 7-6(7), [10-7] |
| 4. | Novembre 2024  | Challenger de Drummondville, Drummondville            | Cemento     | James Tracy   | Liam Draxl Cleeve Harper                   | 6-2, 6-4            |
| 5. | Febbraio 2025  | Cleveland Open, Cleveland                             | Cemento     | James Tracy   | Juan Carlos Aguilar Filip Pieczonka        | 7-6(4), 6-1         |
| 6. | Aprile 2025    | Sarasota Open, Sarasota                               | Terra verde | James Tracy   | Federico Agustin Gomez Luis David Martínez | 6-4, 7-6(3)         |
| 7. | Maggio 2025    | Open du Pays d'Aix, Aix-en-Provence                   | Terra rossa | James Tracy   | Théo Arribagé Hugo Nys                     | 7-5, 7-6(5)         |
| 8. | Luglio 2025    | Hall of Fame Open, Newport                            | Erba        | James Tracy   | Hans Hach Verdugo Cristian Rodríguez       | 7-6(3), 6-3         |